# Civetta di Atena

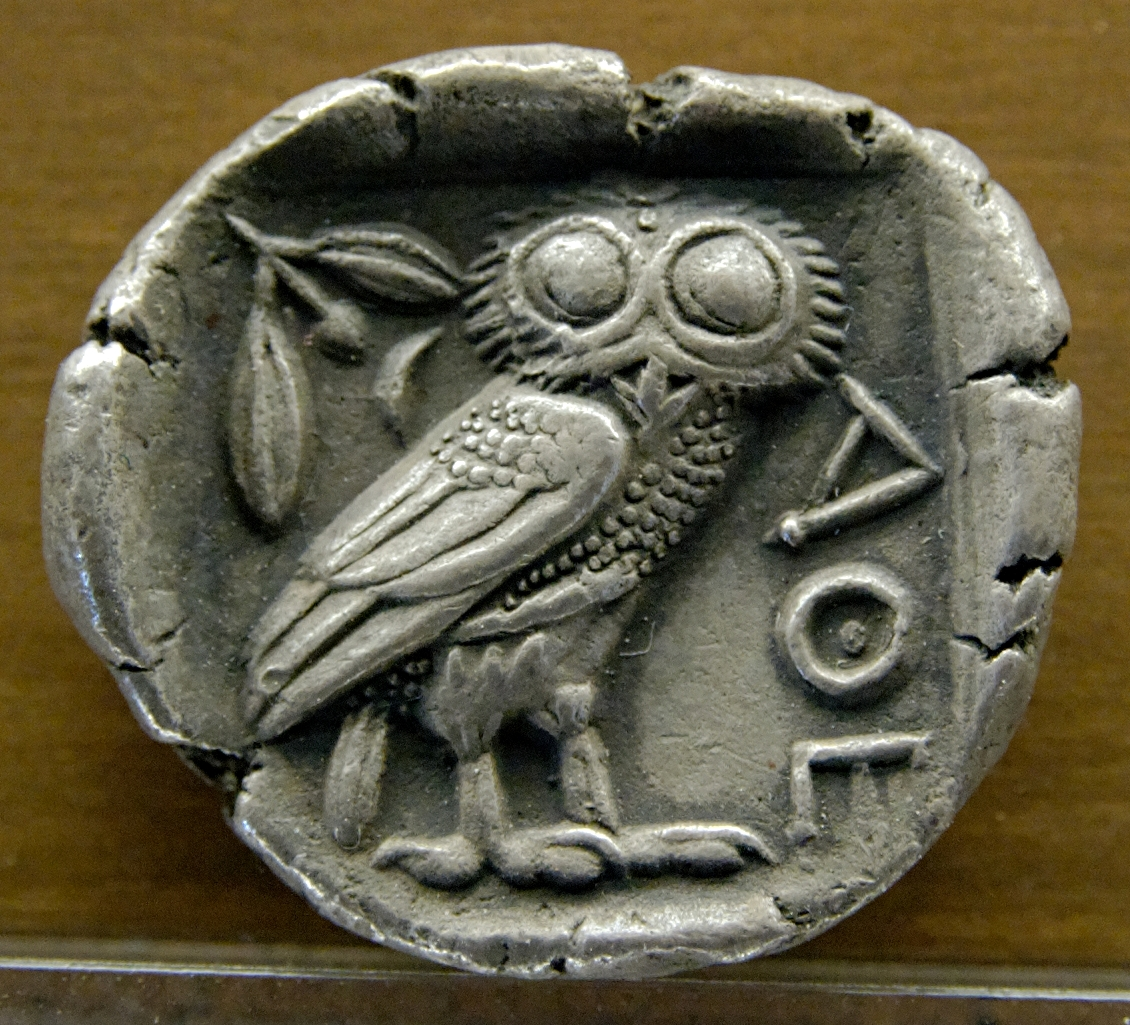
Retro di un tetradramma d'argento in uso ad Atene nel 480-420 circa a.C.

La civetta di Atena (o anche di Minerva) è la civetta (o, con termine desueto, la "nottola") che accompagna da Omero in poi, le rappresentazioni di Atena glaucopide nei miti dell'antica Grecia e di Minerva nei miti dell'antica Roma. È il simbolo della filosofia e della saggezza.

## Simbologia
Gli occhi e il becco della civetta seguono la linea della lettera φ (fi), simbolo alfabetico greco della filosofia e in seguito della sezione aurea. Lettera che quindi accomuna armonia, bellezza e amore per la conoscenza e per la ricerca in senso lato.

Hegel ricorre a tale espressione anche come simbolo della preveggenza della filosofia (che è poi post-veggenza), in vista del raggiungimento ex-post del "regno intellettuale":
(Hegel, ibidem.)
Con ciò il pensatore tedesco intende significare che la filosofia giunge a comprendere una condizione storica solo dopo che questa è già trascorsa (quando il processo di formazione della realtà è già ultimato), attuando il senno del poi senza poter offrire capacità precognitive.
Storicamente, tale simbolo fu marchiato a fuoco sulla fronte degli abitanti dell'isola di Samo come punizione per aver abbattuto il governo democratico filoateniese. Tale repressione fu guidata dallo stesso Pericle, il noto statista ateniese.
Il simbolo della civetta di Minerva è stato anche usato dagli Illuminati e nella Massoneria per i novizi che quando salivano ai gradi superiori venivano chiamati Minervali con allusione alla dea della saggezza.

1 euro greco

## Rappresentazioni
La civetta di Minerva è stata rappresentata anche nella moneta greca da un euro, così com'era raffigurata in un'antica tetradracma ateniese del V secolo a.C., per ricordare le loro tradizioni mitologiche e la cultura, soprattutto quella filosofica e quella scientifica che è la radice del pensiero filosofico e scientifico occidentale.